# ワイタラ

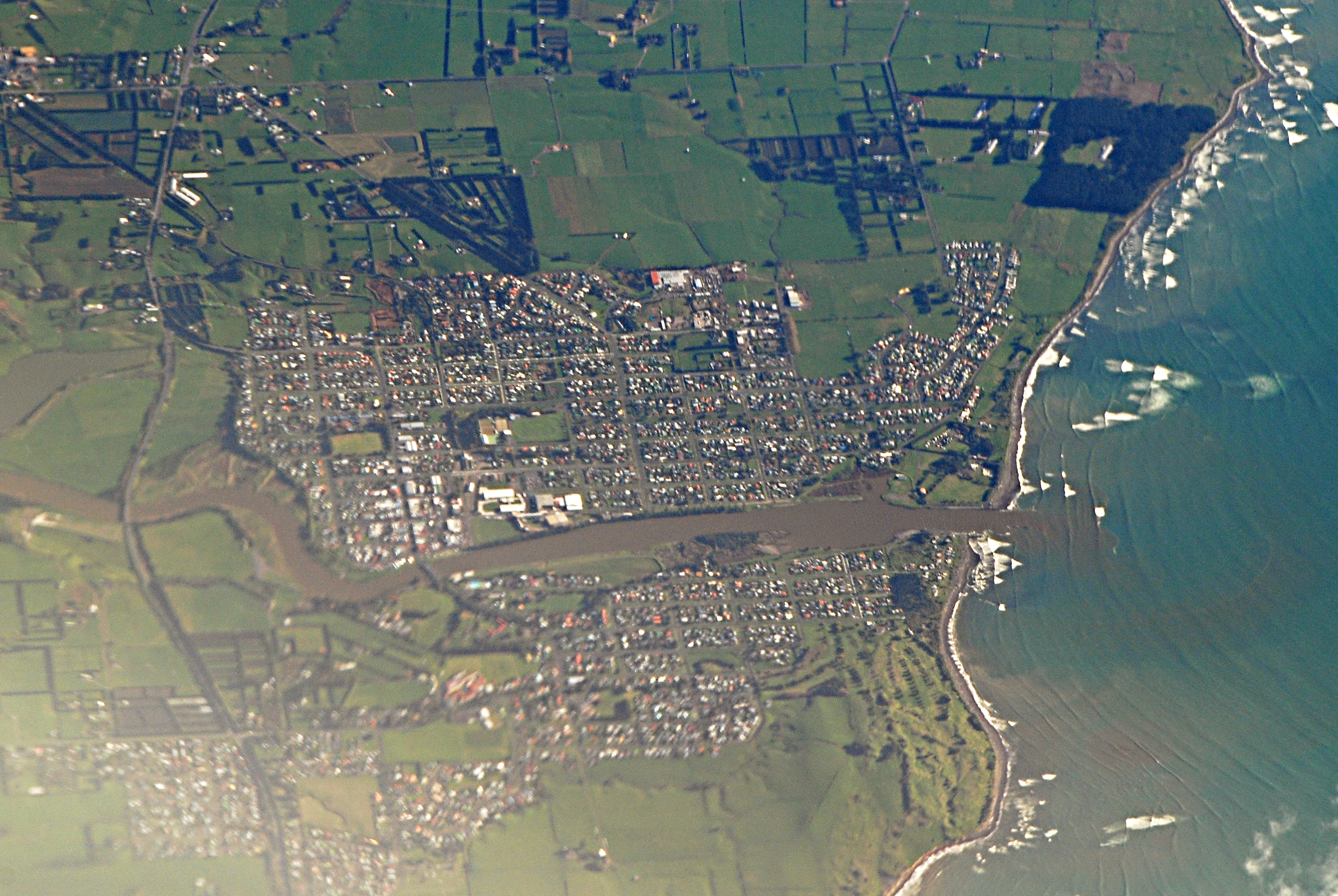
ワイタラ

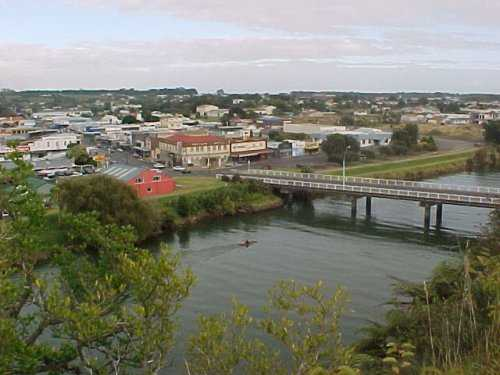
ワイタラ

ワイタラ (英: Waitara) は、ニュージーランドの北島のタラナキ地方東北部にある小さな田舎町で、ニュープリマスから約15km内陸に位置する。ウレヌイからの距離は14kmとなる。町の人口は、2006年において6,288人であった。